# Angel – Jäger der Finsternis/Episodenliste
Diese Episodenliste enthält alle Episoden der US-amerikanischen Fernsehserie Angel – Jäger der Finsternis, sortiert nach der US-amerikanischen Erstausstrahlung. Zwischen 1999 und 2004 entstanden in fünf Staffeln 110 Episoden mit einer Länge von jeweils etwa 42 Minuten.

## Übersicht
| Staffel | Episodenanzahl | Erstausstrahlung USA | Erstausstrahlung USA | Deutschsprachige Erstausstrahlung | Deutschsprachige Erstausstrahlung |
| Staffel | Episodenanzahl | Staffelpremiere      | Staffelfinale        | Staffelpremiere                   | Staffelfinale                     |
| ------- | -------------- | -------------------- | -------------------- | --------------------------------- | --------------------------------- |
| 1       | 22             | 5. Oktober 1999      | 23. Mai 2000         | 3. Januar 2001                    | 30. Mai 2001                      |
| 2       | 22             | 26. September 2000   | 22. Mai 2001         | 31. Oktober 2001                  | 10. April 2002                    |
| 3       | 22             | 24. September 2001   | 20. Mai 2002         | 23. April 2003                    | 6. April 2005                     |
| 4       | 22             | 6. Oktober 2002      | 7. Mai 2003          | 22. Oktober 2007                  | 17. März 2008                     |
| 5       | 22             | 1. Oktober 2003      | 19. Mai 2004         | 31. März 2008                     | 8. September 2008                 |

## Staffel 1
Die Erstausstrahlung der ersten Staffel war vom 5. Oktober 1999 bis zum 23. Mai 2000 auf dem US-amerikanischen Fernsehsender The WB zu sehen. Die deutschsprachige Erstausstrahlung sendete der deutsche Fernsehsender ProSieben vom 3. Januar 2001 bis zum 30. Mai 2001.
| Nr. (ges.) | Nr. (St.) | Deutscher Titel              | Originaltitel              | Erstausstrahlung USA | Deutschsprachige Erstausstrahlung (D) | Regie            | Drehbuch                                                  |
| ---------- | --------- | ---------------------------- | -------------------------- | -------------------- | ------------------------------------- | ---------------- | --------------------------------------------------------- |
| 1          | 1         | Licht und Schatten           | City of ...                | 5. Okt. 1999         | 3. Jan. 2001                          | Joss Whedon      | Joss Whedon & David Greenwalt                             |
| 2          | 2         | Einsame Herzen               | Lonely Heart               | 12. Okt. 1999        | 10. Jan. 2001                         | James A. Contner | David Fury                                                |
| 3          | 3         | Der Ring von Amara           | In the Dark                | 19. Okt. 1999        | 17. Jan. 2001                         | Bruce Seth Green | Douglas Petrie                                            |
| 4          | 4         | Die Maschen des Dr. Meltzer  | I Fall to Pieces           | 26. Okt. 1999        | 24. Jan. 2001                         | Vern Gillum      | David Greenwalt Idee: Joss Whedon & David Greenwalt       |
| 5          | 5         | Zimmer mit Aussicht          | Rm w/a Vu                  | 2. Nov. 1999         | 31. Jan. 2001                         | Scott McGinnis   | Jane Espenson Idee: David Greenwalt & Jane Espenson       |
| 6          | 6         | Verwirrung der Gefühle       | Sense & Sensitivity        | 9. Nov. 1999         | 7. Feb. 2001                          | James A. Contner | Tim Minear                                                |
| 7          | 7         | Party mit Biss               | Bachelor Party             | 16. Nov. 1999        | 14. Feb. 2001                         | David Straiton   | Tracey Stern                                              |
| 8          | 8         | Liebe auf Zeit               | I Will Remember You        | 23. Nov. 1999        | 21. Feb. 2001                         | David Grossman   | David Greenwalt & Jeannine Renshaw                        |
| 9          | 9         | Helden wie wir               | Hero                       | 30. Nov. 1999        | 28. Feb. 2001                         | Tucker Gates     | Howard Gordon & Tim Minear                                |
| 10         | 10        | Das Abschiedsgeschenk        | Parting Gifts              | 14. Dez. 1999        | 7. März 2001                          | James A. Contner | David Fury & Jeannine Renshaw                             |
| 11         | 11        | Schatten der Vergangenheit   | Somnambulist               | 18. Jan. 2000        | 14. März 2001                         | Winrich Kolbe    | Tim Minear                                                |
| 12         | 12        | Teuflische Leidenschaft      | Expecting                  | 25. Jan. 2000        | 21. März 2001                         | David Semel      | Howard Gordon                                             |
| 13         | 13        | Die Frauen der Oden Tals     | She                        | 8. Feb. 2000         | 28. März 2001                         | David Greenwalt  | David Greenwalt & Marti Noxon                             |
| 14         | 14        | Das Böse an sich             | I’ve Got You Under My Skin | 15. Feb. 2000        | 4. Apr. 2001                          | R.D. Price       | Jeannine Renshaw Idee: David Greenwalt & Jeannine Renshaw |
| 15         | 15        | Vaterliebe                   | The Prodigal               | 22. Feb. 2000        | 11. Apr. 2001                         | Bruce Seth Green | Tim Minear                                                |
| 16         | 16        | Die Gladiatoren von L.A.     | The Ring                   | 29. Feb. 2000        | 18. Apr. 2001                         | Nick Marck       | Howard Gordon                                             |
| 17         | 17        | Für immer jung               | Eternity                   | 4. Apr. 2000         | 25. Apr. 2001                         | Regis B. Kimble  | Tracey Stern                                              |
| 18         | 18        | Alte Freunde                 | Five by Five               | 25. Apr. 2000        | 2. Mai 2001                           | James A. Contner | Jim Kouf                                                  |
| 19         | 19        | Gehetzt                      | Sanctuary                  | 2. Mai 2000          | 9. Mai 2001                           | Michael Lange    | Tim Minear & Joss Whedon                                  |
| 20         | 20        | Der Bandenkrieg              | War Zone                   | 9. Mai 2000          | 16. Mai 2001                          | David Straiton   | Garry Campbell                                            |
| 21         | 21        | Die Augen der Vanessa Brewer | Blind Date                 | 16. Mai 2000         | 23. Mai 2001                          | Thomas J. Wright | Jeannine Renshaw                                          |
| 22         | 22        | Duell mit dem Bösen          | To Shanshu in L.A.         | 23. Mai 2000         | 30. Mai 2001                          | David Greenwalt  | David Greenwalt                                           |

1. ↑  Originaltitel bei Erstausstrahlung. Für den DVD-Release und bei späteren Wiederholungen im Fernsehen wird stattdessen „City of Angels“ als Titel verwendet

## Staffel 2
Die Erstausstrahlung der zweiten Staffel war vom 26. September 2000 bis zum 22. Mai 2001 auf dem US-amerikanischen Fernsehsender The WB zu sehen. Die deutschsprachige Erstausstrahlung sendete der deutsche Fernsehsender ProSieben vom 31. Oktober 2001 bis zum 10. April 2002.
| Nr. (ges.) | Nr. (St.) | Deutscher Titel            | Originaltitel                     | Erstausstrahlung USA | Deutschsprachige Erstausstrahlung (D) | Regie               | Drehbuch                                            |
| ---------- | --------- | -------------------------- | --------------------------------- | -------------------- | ------------------------------------- | ------------------- | --------------------------------------------------- |
| 23         | 1         | Das Tribunal               | Judgment                          | 26. Sep. 2000        | 31. Okt. 2001                         | Michael Lange       | David Greenwalt Idee: Joss Whedon, David Greenwalt  |
| 24         | 2         | Das Hotel Hyperion         | Are You Now or Have You Ever Been | 3. Okt. 2000         | 7. Nov. 2001                          | David Semel         | Tim Minear                                          |
| 25         | 3         | Die Stunde des Deevak      | First Impressions                 | 10. Okt. 2000        | 14. Nov. 2001                         | James A. Contner    | Shawn Ryan                                          |
| 26         | 4         | Außer Kontrolle            | Untouched                         | 17. Okt. 2000        | 21. Nov. 2001                         | Joss Whedon         | Mere Smith                                          |
| 27         | 5         | Wiedersehen macht Feinde   | Dear Boy                          | 24. Okt. 2000        | 28. Nov. 2001                         | David Greenwalt     | David Greenwalt                                     |
| 28         | 6         | Angel für einen Tag        | Guise Will Be Guise               | 7. Nov. 2000         | 5. Dez. 2001                          | Krishna Rao         | Jane Espenson                                       |
| 29         | 7         | Darla                      | Darla                             | 14. Nov. 2000        | 12. Dez. 2001                         | Tim Minear          | Tim Minear                                          |
| 30         | 8         | Das Leichentuch des Rahmon | The Shroud of Rahmon              | 21. Nov. 2000        | 19. Dez. 2001                         | David Grossman      | Jim Kouf                                            |
| 31         | 9         | Auf Leben und Tod          | The Trial                         | 28. Nov. 2000        | 9. Jan. 2002                          | Bruce Seth Green    | Douglas Petrie & Tim Minear Idee: David Greenwalt   |
| 32         | 10        | Die Wiedergeburt           | Reunion                           | 19. Dez. 2000        | 16. Jan. 2002                         | James A. Contner    | Tim Minear & Shawn Ryan                             |
| 33         | 11        | Neuanfänge                 | Redefinition                      | 16. Jan. 2001        | 23. Jan. 2002                         | Michael Grossman    | Mere Smith                                          |
| 34         | 12        | Schmutziges Geld           | Blood Money                       | 23. Jan. 2001        | 30. Jan. 2002                         | R.D. Price          | Shawn Ryan & Mere Smith                             |
| 35         | 13        | Das Ende der Zeit          | Happy Anniversary                 | 6. Feb. 2001         | 6. Feb. 2002                          | Bill L. Norton      | David Greenwalt Idee: Joss Whedon & David Greenwalt |
| 36         | 14        | Die Nacht der Zombies      | The Thin Dead Line                | 13. Feb. 2001        | 13. Feb. 2002                         | Scott McGinnis      | Jim Kouf & Shawn Ryan                               |
| 37         | 15        | Die Quelle des Bösen       | Reprise                           | 20. Feb. 2001        | 20. Feb. 2002                         | James Whitmore, Jr. | Tim Minear                                          |
| 38         | 16        | Epiphanie                  | Epiphany                          | 27. Feb. 2001        | 27. Feb. 2002                         | Thomas J. Wright    | Tim Minear                                          |
| 39         | 17        | Disharmonie                | Disharmony                        | 17. Apr. 2001        | 6. März 2002                          | Fred Keller         | David Fury                                          |
| 40         | 18        | Die Hand des Bösen         | Dead End                          | 24. Apr. 2001        | 13. März 2002                         | James A. Contner    | David Greenwalt                                     |
| 41         | 19        | Das Portal                 | Belonging                         | 1. Mai 2001          | 20. März 2002                         | Turi Meyer          | Shawn Ryan                                          |
| 42         | 20        | Gefangene der Dimension    | Over the Rainbow                  | 8. Mai 2001          | 27. März 2002                         | Fred Keller         | Mere Smith                                          |
| 43         | 21        | Ein Thron für Cordelia     | Through the Looking Glass         | 15. Mai 2001         | 3. Apr. 2002                          | Tim Minear          | Tim Minear                                          |
| 44         | 22        | Home, Sweet, Home          | There’s No Place Like Plrtz Glrb  | 22. Mai 2001         | 10. Apr. 2002                         | David Greenwalt     | David Greenwalt                                     |

## Staffel 3
Die Erstausstrahlung der dritten Staffel war vom 24. September 2001 bis zum 20. Mai 2002 auf dem US-amerikanischen Fernsehsender The WB zu sehen. Die deutschsprachige Erstausstrahlung sendete der deutsche Fernsehsender ProSieben vom 23. April 2003 bis zum 6. Mai 2005.
| Nr. (ges.) | Nr. (St.) | Deutscher Titel                  | Originaltitel         | Erstausstrahlung USA | Deutschsprachige Erstausstrahlung (D) | Regie            | Drehbuch                  |
| ---------- | --------- | -------------------------------- | --------------------- | -------------------- | ------------------------------------- | ---------------- | ------------------------- |
| 45         | 1         | Herzflattern                     | Heartthrob            | 24. Sep. 2001        | 23. Apr. 2003                         | David Greenwalt  | David Greenwalt           |
| 46         | 2         | Tödliche Visionen                | That Vision Thing     | 1. Okt. 2001         | 30. Apr. 2003                         | Bill L. Norton   | Jeffrey Bell              |
| 47         | 3         | Meine alte Gang                  | That Old Gang of Mine | 8. Okt. 2001         | 7. Mai 2003                           | Fred Keller      | Tim Minear                |
| 48         | 4         | Der Geist des Marcus             | Carpe Noctem          | 15. Okt. 2001        | 14. Mai 2003                          | James A. Contner | Scott Murphy              |
| 49         | 5         | Fre(u)dlos                       | Fredless              | 22. Okt. 2001        | 21. Mai 2003                          | Marita Grabiak   | Mere Smith                |
| 50         | 6         | Billy                            | Billy                 | 29. Okt. 2001        | 28. Mai 2003                          | David Grossman   | Tim Minear & Jeffrey Bell |
| 51         | 7         | Die Prophezeiung                 | Offspring             | 5. Nov. 2001         | 4. Juni 2003                          | Turi Meyer       | David Greenwalt           |
| 52         | 8         | Auf der Flucht                   | Quickening            | 12. Nov. 2001        | 11. Juni 2003                         | Skip Schoolnik   | Jeffrey Bell              |
| 53         | 9         | Wiegenlied für eine Liebe        | Lullaby               | 19. Nov. 2001        | 18. Juni 2003                         | Tim Minear       | Tim Minear                |
| 54         | 10        | Vaterfreuden                     | Dad                   | 10. Dez. 2001        | 25. Juni 2003                         | Fred Keller      | David H. Goodman          |
| 55         | 11        | Die Qual der Wahl                | Birthday              | 14. Jan. 2002        | 2. Juli 2003                          | Michael Grossman | Mere Smith                |
| 56         | 12        | Rätselraten                      | Provider              | 21. Jan. 2002        | 9. Juli 2003                          | Bill L. Norton   | Scott Murphy              |
| 57         | 13        | Liebe und andere Schwierigkeiten | Waiting in the Wings  | 4. Feb. 2002         | 16. Juli 2003                         | Joss Whedon      | Joss Whedon               |
| 58         | 14        | Einsam, zweisam                  | Couplet               | 18. Feb. 2002        | 23. Juli 2003                         | Tim Minear       | Tim Minear & Jeffrey Bell |
| 59         | 15        | Eine Frage der Loyalität         | Loyalty               | 25. Feb. 2002        | 30. Juli 2003                         | James A. Contner | Mere Smith                |
| 60         | 16        | Das Tor zur Hölle                | Sleep Tight           | 4. März 2002         | 6. Aug. 2003                          | Terrence O’Hara  | David Greenwalt           |
| 61         | 17        | Vergebung                        | Forgiving             | 15. Apr. 2002        | 2. März 2005                          | Turi Meyer       | Jeffrey Bell              |
| 62         | 18        | Zahltag                          | Double or Nothing     | 22. Apr. 2002        | 9. März 2005                          | David Grossman   | David H. Goodman          |
| 63         | 19        | Preis der Magie                  | The Price             | 29. Apr. 2002        | 16. März 2005                         | Marita Grabiak   | David Fury                |
| 64         | 20        | Eine neue Welt                   | A New World           | 6. Mai 2002          | 23. März 2005                         | Tim Minear       | Jeffrey Bell              |
| 65         | 21        | Vater und Sohn                   | Benediction           | 13. Mai 2002         | 30. März 2005                         | Tim Minear       | Tim Minear                |
| 66         | 22        | Heute und morgen                 | Tomorrow              | 20. Mai 2002         | 6. Apr. 2005                          | David Greenwalt  | David Greenwalt           |

## Staffel 4
Die Erstausstrahlung der vierten Staffel war vom 6. Oktober 2002 bis zum 7. Mai 2003 auf dem US-amerikanischen Fernsehsender The WB zu sehen. Die deutschsprachige Erstausstrahlung sendete der deutsche Fernsehsender kabel eins vom 22. Oktober 2007 bis zum 17. März 2008.
| Nr. (ges.) | Nr. (St.) | Deutscher Titel          | Originaltitel              | Erstausstrahlung USA | Deutschsprachige Erstausstrahlung (D) | Regie              | Drehbuch                                         |
| ---------- | --------- | ------------------------ | -------------------------- | -------------------- | ------------------------------------- | ------------------ | ------------------------------------------------ |
| 67         | 1         | Aus der Tiefe            | Deep Down                  | 6. Okt. 2002         | 22. Okt. 2007                         | Terrence O’Hara    | Steven S. DeKnight                               |
| 68         | 2         | Die Achse der Pythia     | Ground State               | 13. Okt. 2002        | 29. Okt. 2007                         | Michael Grossman   | Mere Smith                                       |
| 69         | 3         | Die Bank gewinnt immer   | The House Always Wins      | 20. Okt. 2002        | 5. Nov. 2007                          | Marita Grabiak     | David Fury                                       |
| 70         | 4         | Der Hölle entgegen       | Slouching Toward Bethlehem | 27. Okt. 2002        | 12. Nov. 2007                         | Skip Schoolnik     | Jeffrey Bell                                     |
| 71         | 5         | Vertrauter Feind         | Supersymmetry              | 3. Nov. 2002         | 19. Nov. 2007                         | Bill L. Norton     | Elizabeth Craft & Sarah Fain                     |
| 72         | 6         | Flaschendrehen           | Spin the Bottle            | 10. Nov. 2002        | 26. Nov. 2007                         | Joss Whedon        | Joss Whedon                                      |
| 73         | 7         | Die Ankunft              | Apocalypse, Nowish         | 17. Nov. 2002        | 3. Dez. 2007                          | Vern Gillum        | Steven S. DeKnight                               |
| 74         | 8         | Das weiße Zimmer         | Habeas Corpses             | 15. Jan. 2003        | 10. Dez. 2007                         | Skip Schoolnik     | Jeffrey Bell                                     |
| 75         | 9         | Kampf um die Sonne       | Long Day’s Journey         | 22. Jan. 2003        | 17. Dez. 2007                         | Terrence O’Hara    | Mere Smith                                       |
| 76         | 10        | Das Erwachen             | Awakening                  | 29. Jan. 2003        | 7. Jan. 2008                          | James A. Contner   | David Fury & Steven S. DeKnight                  |
| 77         | 11        | Seelenlos                | Soulless                   | 5. Feb. 2003         | 14. Jan. 2008                         | Sean Astin         | Elizabeth Craft & Sarah Fain                     |
| 78         | 12        | Das Geheimnis der Bestie | Calvary                    | 12. Feb. 2003        | 21. Jan. 2008                         | Bill L. Norton     | Jeffrey Bell, Steven S. DeKnight & Mere Smith    |
| 79         | 13        | Licht in der Dunkelheit  | Salvage                    | 5. März 2003         | 28. Jan. 2008                         | Jefferson Kibbee   | David Fury                                       |
| 80         | 14        | Alte Feinde              | Release                    | 12. März 2003        | 4. Feb. 2008                          | James A. Contner   | Steven S. DeKnight, Elizabeth Craft & Sarah Fain |
| 81         | 15        | Orpheus                  | Orpheus                    | 19. März 2003        | 11. Feb. 2008                         | Terrence O’Hara    | Mere Smith                                       |
| 82         | 16        | Gefährliches Spiel       | Players                    | 26. März 2003        | 18. Feb. 2008                         | Michael Grossman   | Jeffrey Bell, Elizabeth Craft & Sarah Fain       |
| 83         | 17        | Die Geburt               | Inside Out                 | 2. Apr. 2003         | 25. Feb. 2008                         | Steven S. DeKnight | Steven S. DeKnight                               |
| 84         | 18        | Jasmine                  | Shiny Happy People         | 9. Apr. 2003         | 25. Feb. 2008                         | Marita Grabiak     | Elizabeth Craft & Sarah Fain                     |
| 85         | 19        | Die magische Kugel       | The Magic Bullet           | 16. Apr. 2003        | 3. März 2008                          | Jeffrey Bell       | Jeffrey Bell                                     |
| 86         | 20        | Die Letzte ihrer Art     | Sacrifice                  | 23. Apr. 2003        | 3. März 2008                          | David Straiton     | Ben Edlund                                       |
| 87         | 21        | Der Hüter des Wortes     | Peace Out                  | 30. Apr. 2003        | 10. März 2008                         | Jefferson Kibbee   | David Fury                                       |
| 88         | 22        | Ein verlockendes Angebot | Home                       | 7. Mai 2003          | 17. März 2008                         | Tim Minear         | Tim Minear                                       |

1. ↑  Die Episode „Long Day’s Journey“ wurde dem verstorbenen Schauspieler Glenn Quinn gewidmet, der in der ersten Staffel den Halbdämonen Doyle gespielt hatte.

## Staffel 5
Die Erstausstrahlung der fünften Staffel war vom 1. Oktober 2003 bis zum 19. Mai 2004 auf dem US-amerikanischen Fernsehsender The WB zu sehen. Die deutschsprachige Erstausstrahlung sendete der deutsche Fernsehsender kabel eins vom 31. März bis zum 8. September 2008.
| Nr. (ges.) | Nr. (St.) | Deutscher Titel          | Originaltitel                       | Erstausstrahlung USA | Deutschsprachige Erstausstrahlung (D) | Regie              | Drehbuch                                  |
| ---------- | --------- | ------------------------ | ----------------------------------- | -------------------- | ------------------------------------- | ------------------ | ----------------------------------------- |
| 89         | 1         | Adieu, Kalifornien       | Conviction                          | 1. Okt. 2003         | 31. März 2008                         | Joss Whedon        | Joss Whedon                               |
| 90         | 2         | Der tiefe Abgrund        | Just Rewards                        | 8. Okt. 2003         | 7. Apr. 2008                          | James A. Contner   | David Fury & Ben Edlund Idee: David Fury  |
| 91         | 3         | Werwolf Nina             | Unleashed                           | 15. Okt. 2003        | 14. Apr. 2008                         | Marita Grabiak     | Sarah Fain & Elizabeth Craft              |
| 92         | 4         | Nachschub für die Hölle  | Hell Bound                          | 22. Okt. 2003        | 21. Apr. 2008                         | Steven S. DeKnight | Steven S. DeKnight                        |
| 93         | 5         | Der Lorne-Effekt         | Life of the Party                   | 29. Okt. 2003        | 28. Apr. 2008                         | Bill L. Norton     | Ben Edlund                                |
| 94         | 6         | Der Tag der Toten        | The Cautionary Tale of Numero Cinco | 5. Nov. 2003         | 5. Mai 2008                           | Jeffrey Bell       | Jeffrey Bell                              |
| 95         | 7         | Mein Vater und ich       | Lineage                             | 12. Nov. 2003        | 19. Mai 2008                          | Jefferson Kibbee   | Drew Goddard                              |
| 96         | 8         | Der Kelch der Qual       | Destiny                             | 19. Nov. 2003        | 26. Mai 2008                          | Skip Schoolnik     | David Fury & Steven S. DeKnight           |
| 97         | 9         | Jeder ist wichtig        | Harm’s Way                          | 14. Jan. 2004        | 9. Juni 2008                          | Vern Gillum        | Elizabeth Craft & Sarah Fain              |
| 98         | 10        | Der Parasit              | Soul Purpose                        | 21. Jan. 2004        | 16. Juni 2008                         | David Boreanaz     | Brent Fletcher                            |
| 99         | 11        | Die Auserwählte          | Damage                              | 28. Jan. 2004        | 23. Juni 2008                         | Jefferson Kibbee   | Steven S. DeKnight & Drew Goddard         |
| 100        | 12        | Menschen wie wir         | You’re Welcome                      | 4. Feb. 2004         | 30. Juni 2008                         | David Fury         | David Fury                                |
| 101        | 13        | Unter Wasser             | Why We Fight                        | 11. Feb. 2004        | 7. Juli 2008                          | Terrence O’Hara    | Drew Goddard & Steven S. DeKnight         |
| 102        | 14        | Angriff der Mörderpuppen | Smile Time                          | 18. Feb. 2004        | 14. Juli 2008                         | Ben Edlund         | Ben Edlund Idee: Joss Whedon & Ben Edlund |
| 103        | 15        | Illyria                  | A Hole in the World                 | 25. Feb. 2004        | 21. Juli 2008                         | Joss Whedon        | Joss Whedon                               |
| 104        | 16        | Menschenwelt             | Shells                              | 3. März 2004         | 28. Juli 2008                         | Steven S. DeKnight | Steven S. DeKnight                        |
| 105        | 17        | Lindsey                  | Underneath                          | 14. Apr. 2004        | 4. Aug. 2008                          | Skip Schoolnik     | Elizabeth Craft & Sarah Fain              |
| 106        | 18        | Mein Sohn und ich        | Origin                              | 21. Apr. 2004        | 11. Aug. 2008                         | Terrence O’Hara    | Drew Goddard                              |
| 107        | 19        | Reise durch die Zeit     | Time Bomb                           | 28. Apr. 2004        | 18. Aug. 2008                         | Vern Gillum        | Ben Edlund                                |
| 108        | 20        | Bella Roma               | The Girl in Question                | 5. Mai 2004          | 25. Aug. 2008                         | David Greenwalt    | Steven S. DeKnight & Drew Goddard         |
| 109        | 21        | Machthunger              | Power Play                          | 12. Mai 2004         | 1. Sep. 2008                          | James A. Contner   | David Fury                                |
| 110        | 22        | Die letzte Schlacht      | Not Fade Away                       | 19. Mai 2004         | 8. Sep. 2008                          | Jeffrey Bell       | Jeffrey Bell & Joss Whedon                |